# UFC 243
UFC 243: Whittaker vs. Adesanya var en MMA-gala som arrangerades av UFC och ägde rum 6 oktober 2019 i Melbourne i Australien.

## Bakgrund
En match för att ena mellanviktsmästaren Robert Whittaker och interimmästaren Israel Adesanyas bälten var huvudmatch, main event.

### Ändringar
Holly Holmes skulle mött Raquel Pennington i en bantamviktsmatch, men 27 september drog Holmes sig ur matchen och matchen ströks.

### Invägning
Vid invägningen UFC streamade live på Youtube vägde utövarna följande:
1. ↑  Khalid Taha klarade inte viktgränsen och fick böta 20% av sin purse till sin motståndare.
2. ↑  Ji Yeon Kim klarade inte viktgränsen och fick böta 30% av sin purse till sin motståndare.

## Bonusar
Följande MMA-utövare fick bonusar om 50 000 USD:
- Fight of the Night: Brad Ridell vs Jamie Mullarkey
- Performance of the Night: Israel Adesanya och Yorgan De Castro